# Гусеничный транспортёр НАСА

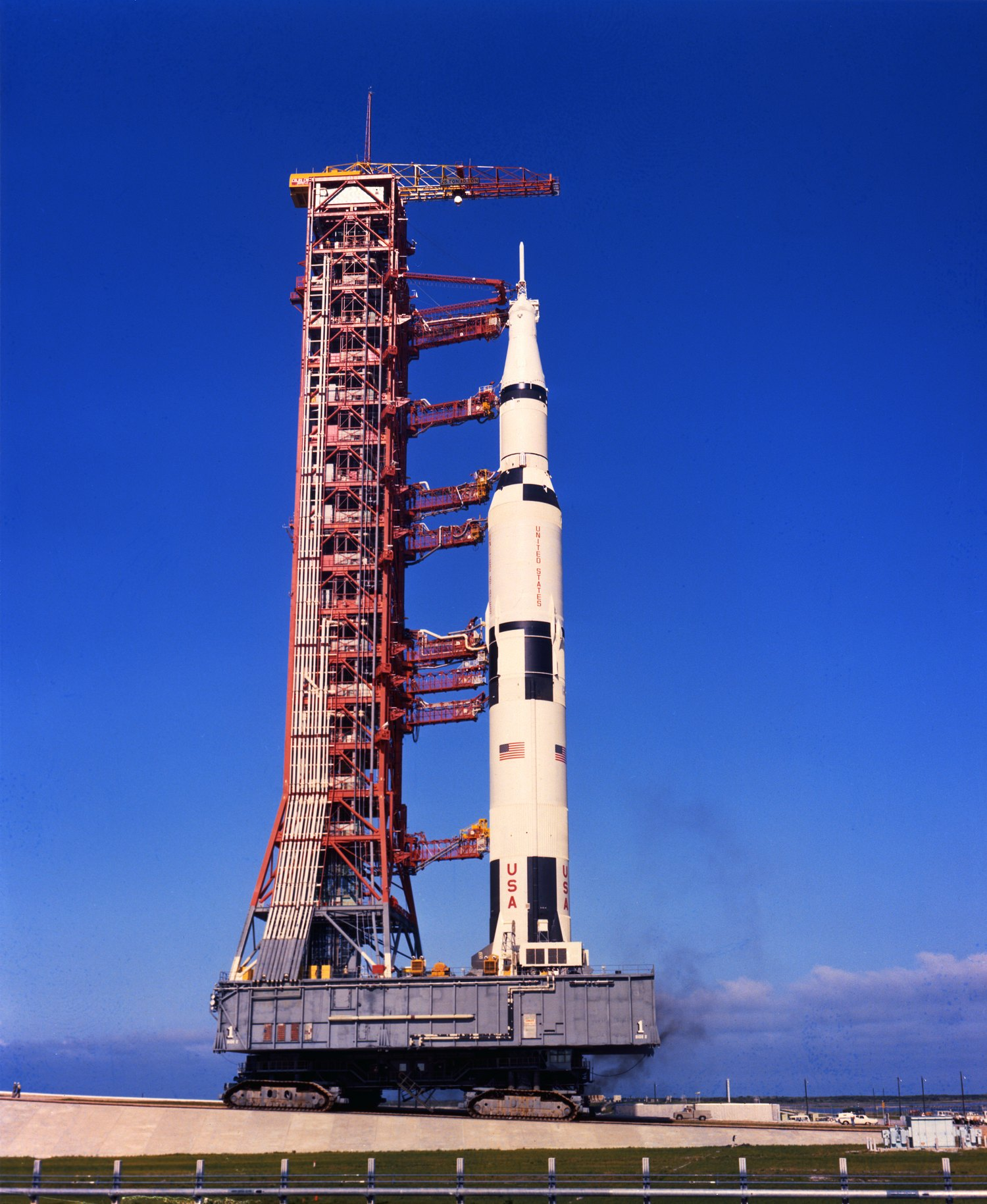
Перевозка ракеты «Сатурн V»

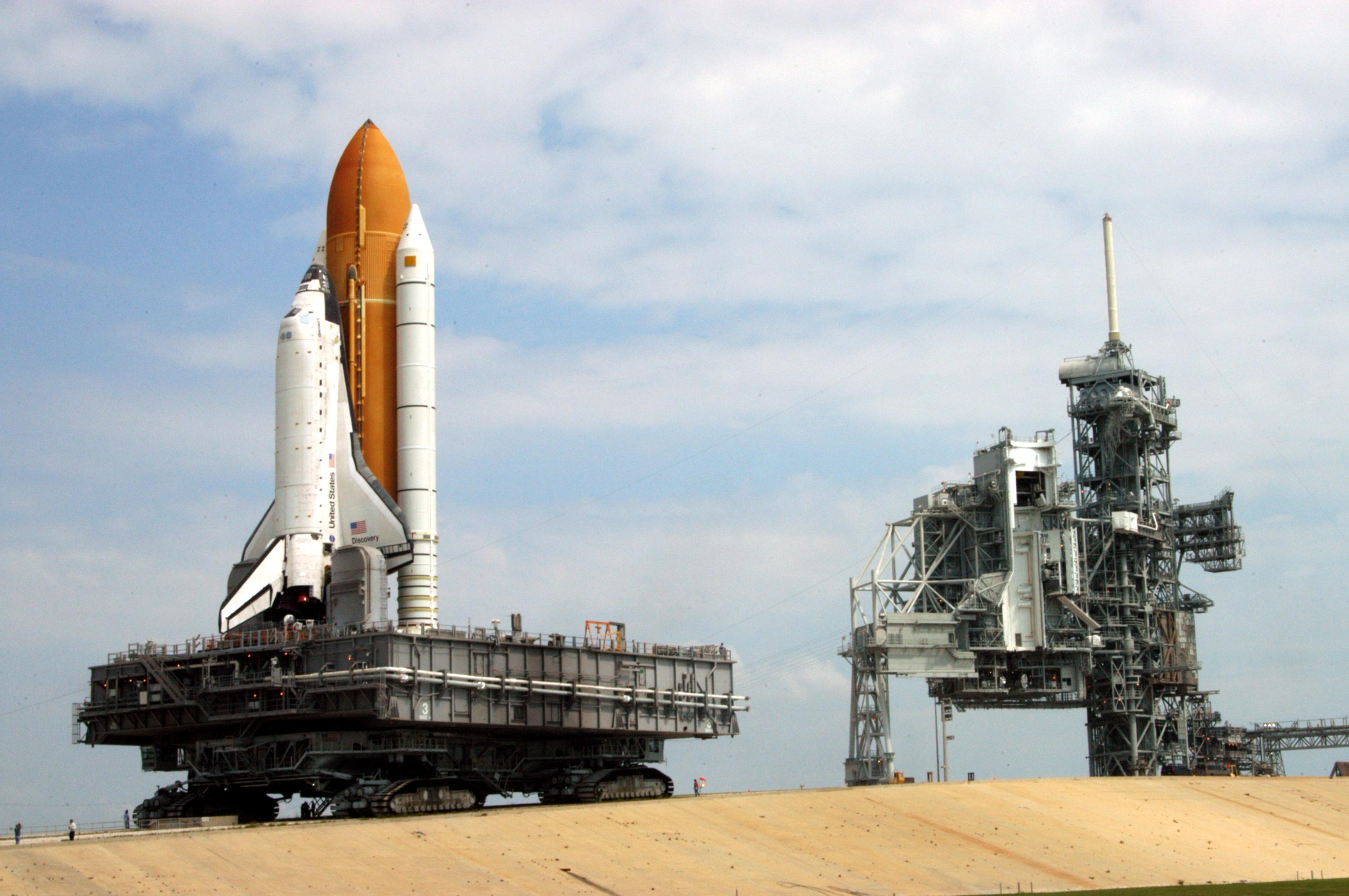
Гусеничный транспортёр перевозит космический челнок Discovery к стартовой площадке

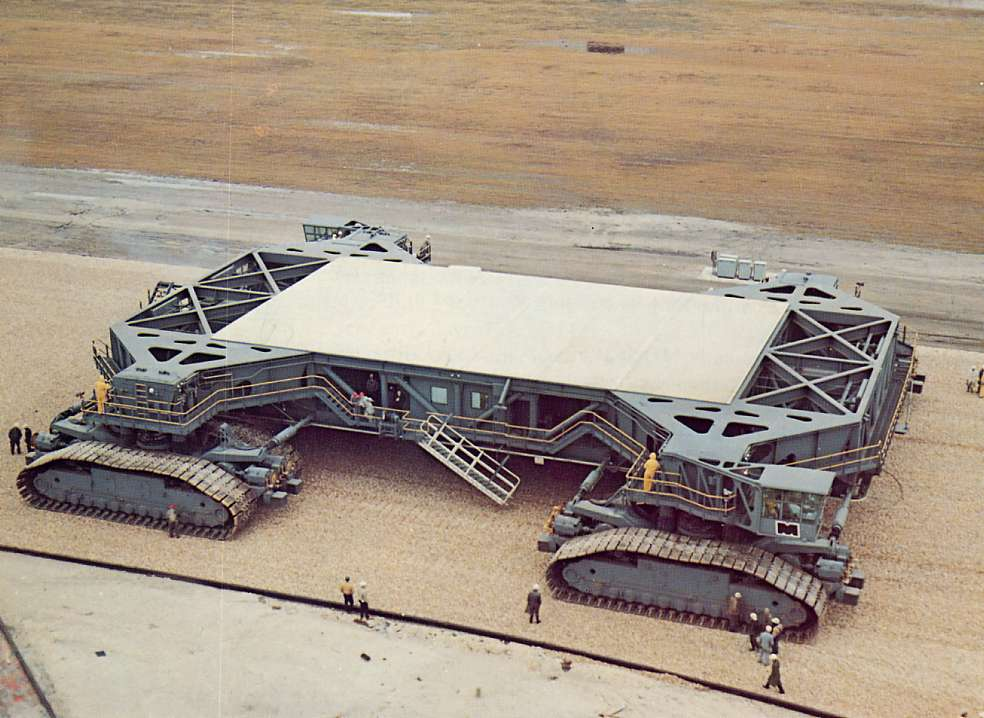
Транспортёр в 1966 году

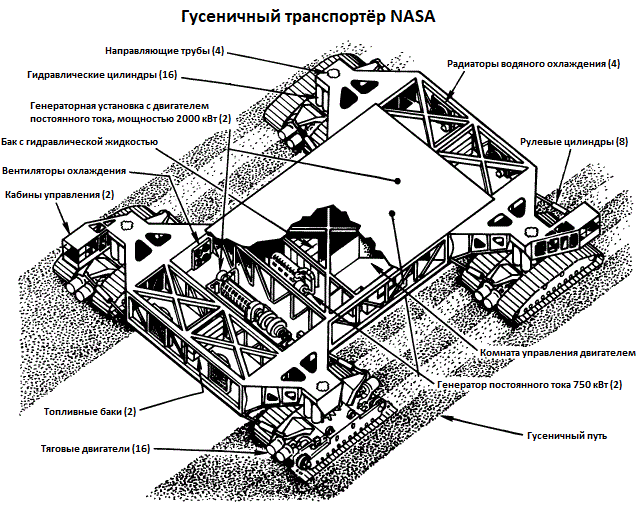
Кинематическая схема

Гусеничный транспортёр НАСА (англ. crawler-transporter) первоначально использовался для перевозки ракет «Сатурн V» (в рамках программы «Аполлон» и для запуска орбитальной станции «Скайлэб»), а также «Сатурн IB» (при пилотируемых полетах на «Скайлэб» и в проекте «Союз» — «Аполлон»). До 2011 года использовался для транспортировки «Космического челнока» из монтажно-испытательного корпуса на стартовый комплекс.

## Описание
Существуют два экземпляра транспортёра: «Ханс» и «Франц». Они были разработаны компанией Bucyrus International и построены компанией Marion Power Shovel Co. (компании специализируются на производстве карьерной техники) в 1965 году по цене $14 млн за каждый. На момент постройки они являлись крупнейшими образцами самоходной техники в мире.
Гусеничный транспортёр весит 2400 тонн и состоит из платформы на четырёх тележках, каждая из которых снабжена двумя гусеницами. Специальная гидравлическая система с высокой точностью удерживает платформу в горизонтальном положении. По сути, каждая из четырёх тележек представляет собой своеобразный гусеничный трактор. Каждая гусеница состоит из 57 соединённых шарнирно звеньев траков, каждый из которых имеет массу около 900 кг. Длина машины 40 м, ширина 35 м, высота варьируется от 6 до 8 м. Она может перевозить грузы весом до 6 тысяч тонн. Привод состоит из 16 тяговых электродвигателей, которые получают ток от четырёх генераторов мощностью 1000 кВт каждый. Генераторы приводятся в действие двумя дизельными двигателями V16 ALCO 251C мощностью 2750 л. с. (2050 кВт) каждый. Топливный бак имеет объем 19 м³. Машина управляется машинистом, который сидит в одной из двух кабин, расположенных спереди и сзади транспортного средства (при движении вперёд кабина расположена справа по ходу движения). Максимальная скорость составляет 1,6 км/ч в загруженном состоянии и 3 км/ч без груза. 
Транспортёр предназначен для перевозки окончательно собранных, но не заправленных космических кораблей из здания вертикальной сборки на стартовый комплекс. Расстояние между объектами составляет 5,6 км, среднее время в пути — 5 часов. Космический корабль располагается на специальной конструкции — так называемой «мобильной пусковой платформе» (англ. Mobile Launcher Platform), которая представляет собой прямоугольную двухэтажную платформу длиной 49 м и шириной 41 м. Масса платформы 3730 тонн. Таким образом, вместе с «челноком» (который транспортируется с незаправленным центральным баком) гусеничный транспортер перевозит 5000 тонн груза.
Для транспортёров была построена специальная дорога (англ. Crawlerway).

## Характеристики
| Параметр                    | Показатель                                                   |
| --------------------------- | ------------------------------------------------------------ |
| Длина                       | Около 40000 мм                                               |
| Ширина                      | Около 35000 мм                                               |
| Высота                      | Около 15000 мм                                               |
| Трансмиссия                 | 2 тяговых электродвигателя на каждую гусеницу                |
| Снаряжённый/допустимый вес  | 2400000/8400000 кг                                           |
| Силовые агрегаты и мощность | 2 дизгена по 2750 л.с. дающие 2050 кВт электроэнергии каждый |
| Расход топлива              | До 35000 л/100 км                                            |
| Скорость с грузом/без груза | 1,9/3,6 км/ч                                                 |
| Полезная нагрузка           | 6000000 кг                                                   |
| Годы производства           | 1965                                                         |

## Ремонт, модернизация и возможная замена
Срок службы данного транспортного средства согласно как законам штата Флорида, так и федеральным отсутствует, но мероприятия по модернизации и повышению эффективности проводились многократно. Заменялась на более эффективную топливная аппаратура, по мере износа старые компрессоры заменялись на новые, более мощные, также был подвергнут турбированию сам дизель, что уменьшило расход топлива. Рассматривается возможность установки более мощного асинхронного генератора и более эффективных и мощных асинхронных электромоторов, решается вопрос установки тяговых аккумуляторов (возможно даже литиевых, так как во Флориде отсутствует проблема морозов). В то же время на такой машине практически невозможно использовать рекуперативную энергию из-за маленькой скорости и отсутствия инерции. В начале 2000-х годов ГТ НАСА был снабжен системами кругового видеонаблюдения, спустя 9 лет они были заменены на более новые и мощные.
Также не исключается установка аппарели для перевозки других грузов.

## Изображения

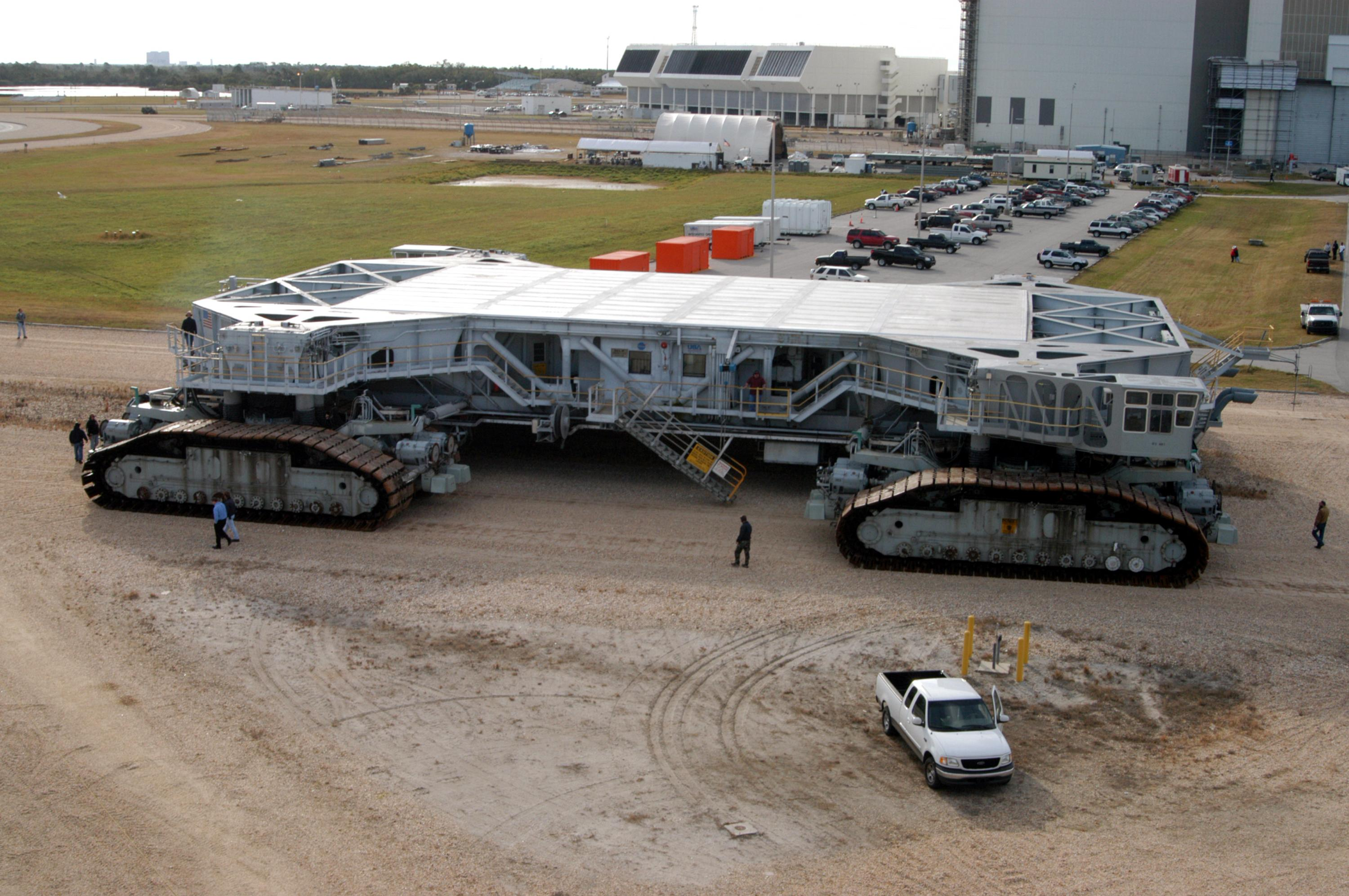
Транспортер # 2, обкатка после замены траков гусениц декабрь 2004 года
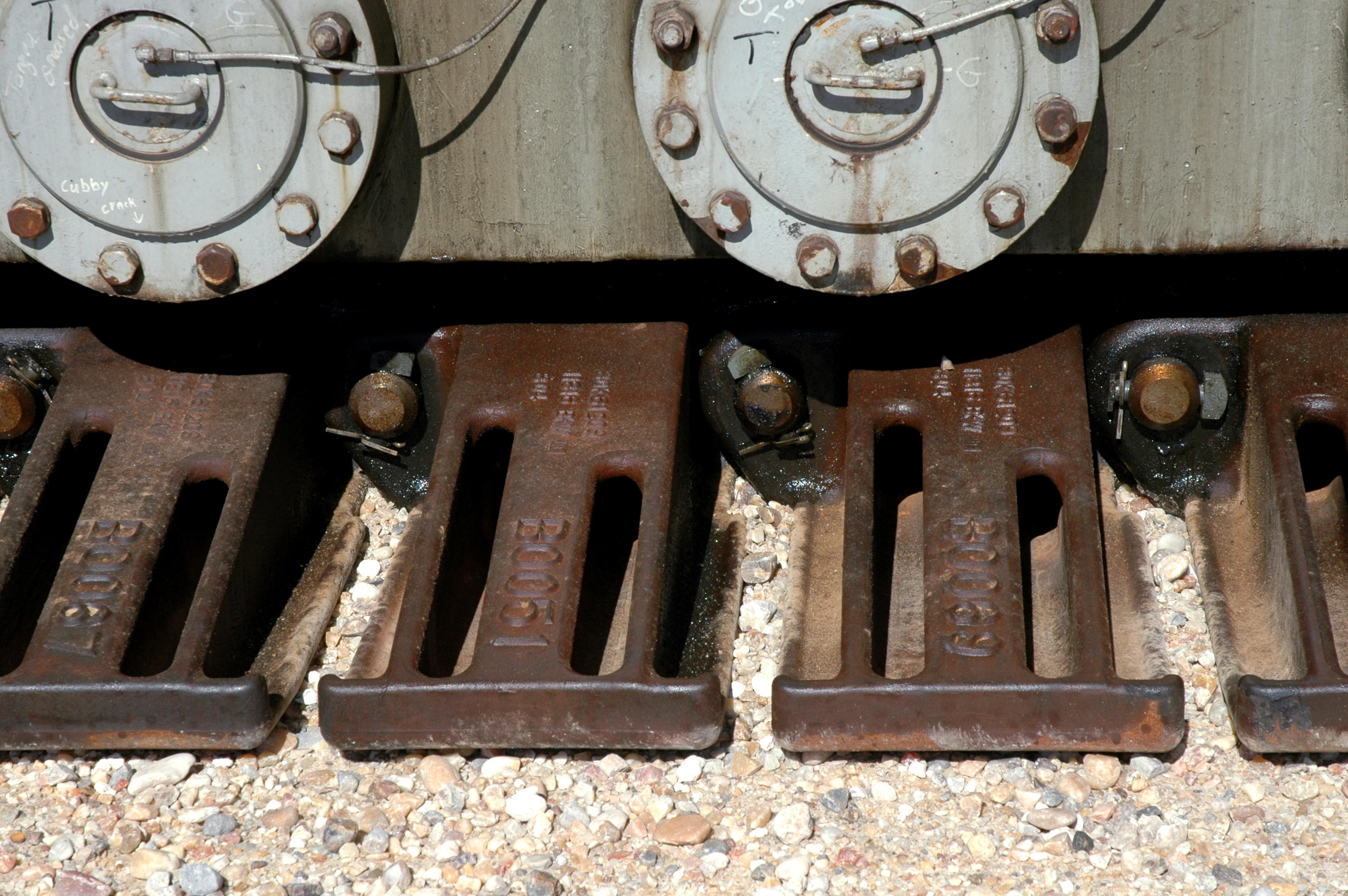
Каждый трак весит около 900 кг
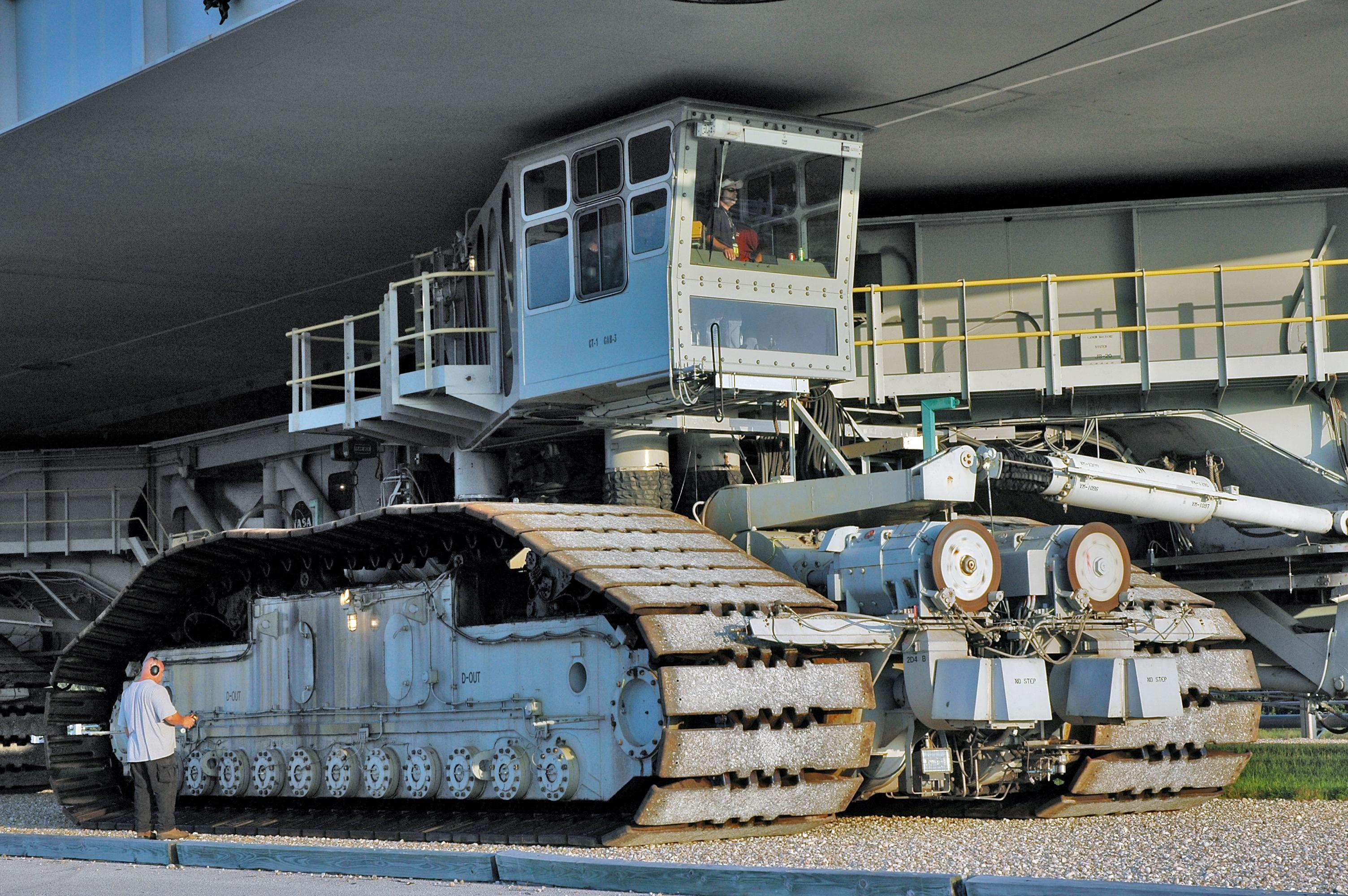
Кабина управления. Также видны два электродвигателя с дисковыми тормозами. Они вращаются в противоположных направлениях и приводят в движение гусеничные тележки
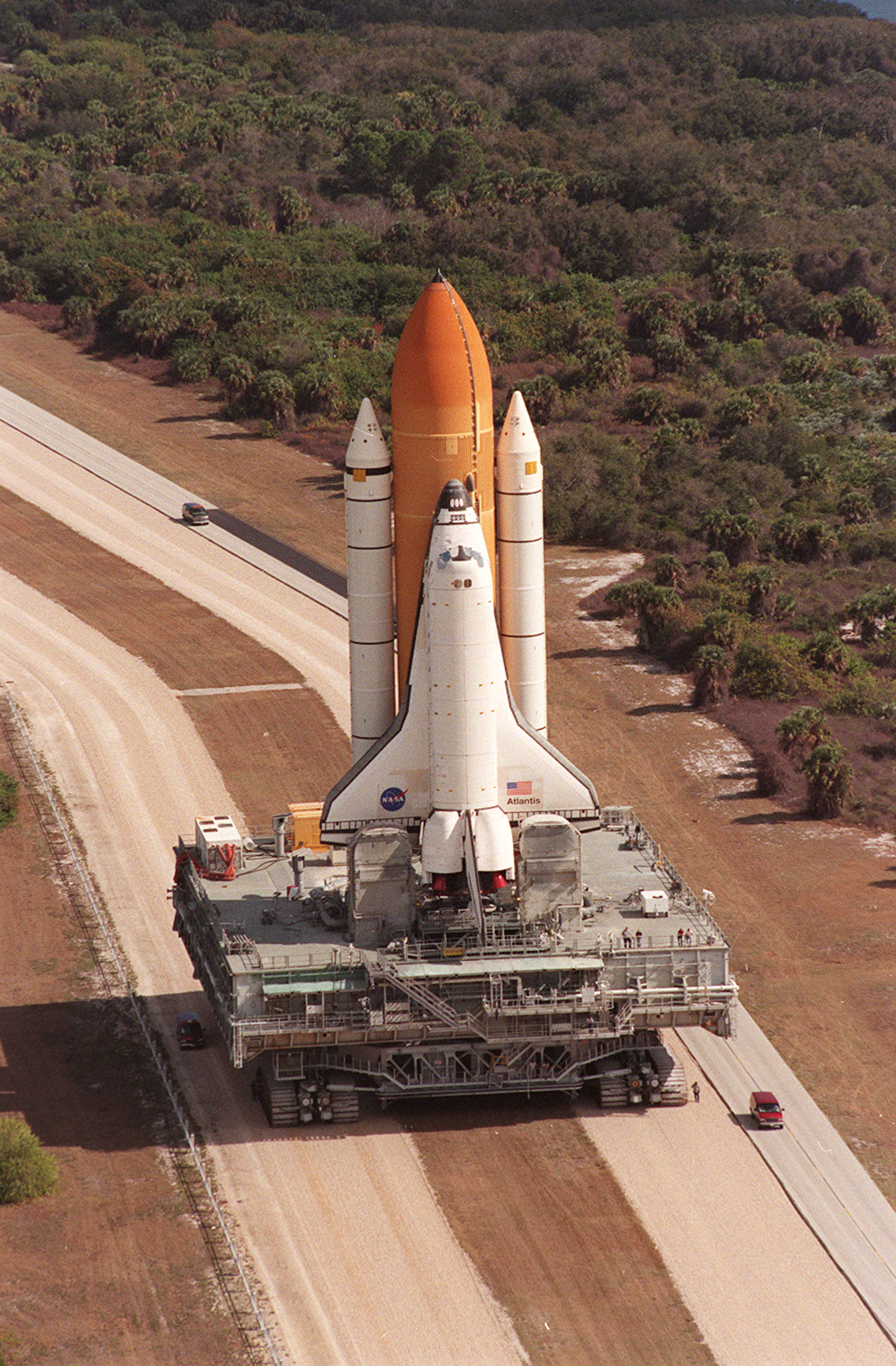
Перевозка Шаттла Atlantis
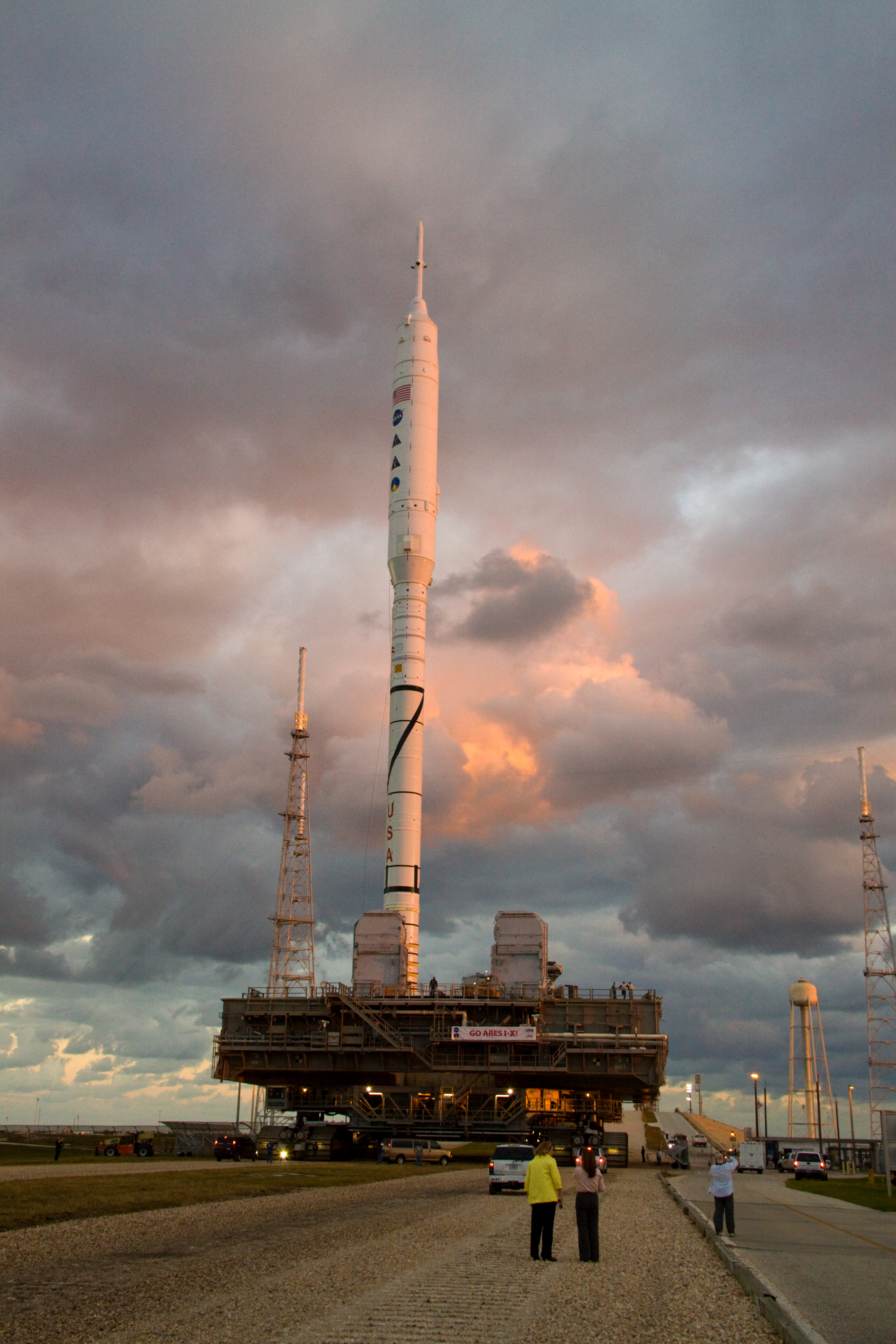
Перевозка Арес I-Х
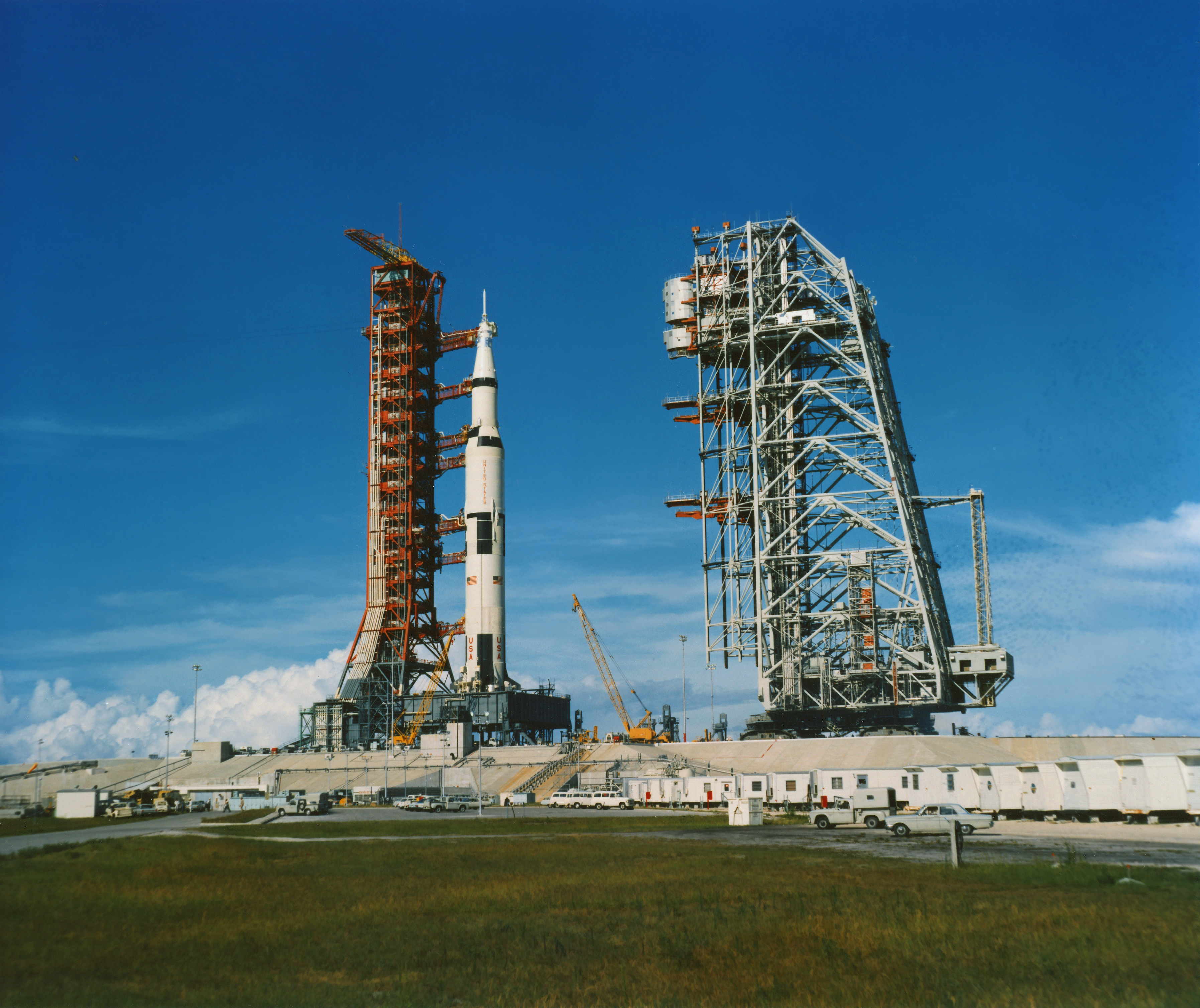
«Сатурн-5» перед запуском «Аполлон-11» установлен на мобильной пусковой платформе, слева от ракеты — стартовая заправочная башня, справа — мобильная башня обслуживания.